# Las muñecas de la mafia
 (janvier 2024).
Si vous disposez d'ouvrages ou d'articles de référence ou si vous connaissez des sites web de qualité traitant du thème abordé ici, merci de compléter l'article en donnant les références utiles à sa vérifiabilité et en les liant à la section « Notes et références ».
Las muñecas de la mafia (Les poupées de la mafia) est une telenovela colombienne créée par Andrés López et Juan Camilo Ferrand.
D'après le livre Las fantásticas écrit par les mêmes créateurs que le roman télévisé.
Le 10 octobre 2017, il a été confirmé que la série novela serait relancée pour une deuxième saison produite par Caracol Televisión pour Netflix.
Les enregistrements de la deuxième saison ont débuté en janvier 2018.
La première saison a été diffusée entre le 28 septembre 2009 et le 8 mars 2010 sur Caracol Televisión.
Cette première saison a été adaptée et doublée en français et diffusée dans certains territoires de France d'outre-mer sous le titre Les filles de la mafia.

## Synopsis
Les rêves, les ambitions, l'amour, la haine, les prétentions, la beauté et la recherche du pouvoir sont quelques-unes des conditions inhérentes à la vie des protagonistes de cette histoire, impliqués dans les extravagances, les plaisirs et les épreuves du monde du trafic de drogue.
Lucrecia, est la femme et la «titulaire» de Braulio, le plus puissant, le plus influent des trafiquants de drogue à El Carmen. Lucrecia est une femme ambitieuse habituée au luxe, mais très intelligente, qui défendra sa place à mort et les privilèges dont elle jouit avec son homme. Pour sa part, Bermudez est un gars qui, fatigué de la vie avec Lucrecia, cherche d’autres femmes plus jeunes pour satisfaire ses caprices masculins.
Entre le luxe et les excès, une histoire émouvante, dramatique et espiègle se déroule à propos de ces femmes qui ont fait de mauvais choix et qui doivent maintenant payer le prix fort.
"Poupées mafieuses" raconte l'histoire de cinq femmes qui, pour différentes raisons, finissent par s'impliquer dans le monde mafieux colombien.
- Brenda : Une fille qui essaie d'avancer malgré les difficultés, qui finit par se perdre dans les bras de Braulio.
- Pamela : Fille de "El Capi", pilote d'un des narcos. À la découverte de la vérité, il sera empêtré dans la phrase célèbre "un clou chasse un autre clou", dans son cas "un trafiquant de drogue prend la place d'un autre trafiquant de drogue".
- Renata : L'innocente qui, en aidant ses parents, finit par avoir plus d'un problème grave.
- Violeta : Fille d'un trafiquant de drogue, habituée au commerce depuis son enfance, finit par se désaltérer.
- Olivia : elle cherche seulement à avoir la vie "qu'elle mérite" en devenant la femme de Braulio, un trafiquant de drogue.

## Distribution

### Personnages principaux
- Amparo Grisales : Lucrecia Rivas

L'ex-épouse de Braulio Bermúdez. Le "tatacoa", dit-il, est une "poupée" raffinée, belle, fine mais en même temps calculatrice, ambitieuse et vengeante. En lutte constante avec son ex-mari à cause de l'argent et son ami Norman qu'il déteste à mort. Son plus grand amour est Guadalupe, sa fille. Pendant la série il est évident son goût pour les jeunes mais finalement il finit de fiancée avec l'employeur de l'affiche rivale de Braulio, Nicanor. Une fois capturé, il se rend au Panama ou en Uruguay pour écrire un livre avec ses souvenirs.
- Fernando Solórzano : Braulio Bermúdez

Surnommé "El patrón", "Gordito" d'Olivia et "El narizón" de Brenda. Le motif de l'affiche sud, un homme de grand pouvoir et d'argent. Esprit froid et calculateur pour les affaires mais cœur léger et enjoué pour les femmes. Elle tombe amoureuse d'Olivia Rengifo, qu'elle connaît grâce à son amie Brenda, qu'elle aime et aime également. C'est un homme de parti qui fait confiance à la loyauté de son peuple et ne pardonne pas les trahisons. Son plus grand amour est sa fille Guadalupe, fruit du mariage raté avec Lucrecia. Grâce à la loi et aux trahisons de ses proches, il finit par être extradé dans une prison américaine et condamné à une peine pouvant aller jusqu'à 30 ans de prison pour trafic de drogue.
- Angelica Blandón : Brenda Navarrete

"La narizona" comme dit Braulio ou "la mona" ainsi que Braulio l'appellent Uña et Mugre avec "maniña Brenda". Le plus grand désir de Brenda est d’avoir une carrière professionnelle modeste, mais son destin finit par s’enfoncer dans le monde du trafic de drogue. C’est la meilleure amie et confidente de Braulio qui tombe follement amoureuse de perdre son amitié avec Olivia, petite amie de Braulio. Elle n'aime pas l'idée de l'argent facile, ni celle d'une vie de luxe d'être la femme d'un "dur". Elle donnait tout pour que ses amis les aident à sortir des difficultés et à obtenir ce qu'ils veulent, même si, dans de nombreux cas, elle n'est pas d'accord avec ce qu'ils font. Travailleur, travailleur, combattant, intelligent et loyal jusqu'à la fin de Braulio,
- Andrea Gómez : Pamela Rojas

"La hija del capi" pour beaucoup, "Pamplemusa" ou "la pamplemusa maire" pour Erick ou tout simplement "Pame" pour amis et famille. Fille de haut niveau qui pour les problèmes de trafic de drogue se lie d'amitié avec les filles de Carmen. Un modèle suspect est impliqué sentimentalement avec plusieurs trafiquants de drogue après que son père, un pilote d'avion, a été extradé aux États-Unis pour avoir porté une commission de Braulio Bermúdez. Sans avoir beaucoup d'options, il s'habitue à la vie que lui offrent les narcos. Lorsque la guerre éclate et que l'on pense que son père a informé les autorités, elle est obligée de s'échapper et de se cacher. Il finit par être illégal aux États-Unis travaillant comme servante, mais à Carmen elle pense vivre, "
- Yuly Ferreira : Renata Gómez

"La culoncita" pour Erick. Elle est la folle du groupe. Expert en difficulté et en allant à Brenda pour l'aider dans presque tous. Menacé de mort par son ex-partenaire Leonel. Il passe entre les mains de plusieurs hommes, trafiquants de drogue ou non, qui le manipulent en leur promettant de l'argent et des occasions de se sortir du pétrin, impliquant presque toujours leurs parents âgés et humbles. Violée à plusieurs reprises, forcée à trafiquer de l'argent, des drogues et de la prostitution, elle finit par être enterrée sous le nom de NN aux États-Unis après qu'un ovoïde de drogue se soit fracturé à l'estomac, sans que sa famille et ses amis ne la connaissent. Brenda surtout la croyant toujours en vie.
- Alejandra Sandoval : Violeta Manrique

"Viole" pour les amis et la famille ou "Violetica de mille couleurs" pour son petit ami Giovanni. Comme elle était petite, elle était impliquée dans le trafic de drogue car son père était un partenaire de Braulio et il aidait son père à transporter des cargaisons. Adoré par ses parents et son petit ami, Giovanni attire l'attention de Norman, qui l'emmène et finit par assassiner son père, Gregorio. Emportée par la soif de vengeance, elle entretient une relation plus que orageuse avec Giovanni qu'elle aime et déteste parce qu'elle le croit coupable de la mort de son père, mais lorsqu'elle se rend à Bogota, elle se réconcilie avec lui. Il finit par être assassiné par Norman comme troc pour rechercher la paix entre des affiches. Il est fort, têtu et déterminé, mais prend souvent de mauvaises décisions.
- Katherine Escobar : Olivia Rengifo

"Oli" des amis et de la famille, "audacieux" de Braulio, "la doña" et "la fiera" de Uña y Mugre. Fille de classe moyenne-basse, belle et ambitieuse. Son plus grand désir est de devenir la femme de "hard" et de mener une vie facile, remplie de luxe et de privilèges. Avec son objectif fixe, elle entreprend de conquérir Braulio avec l'aide de sa meilleure amie Brenda. Parce que ses parents, des personnes travailleuses et nobles s'opposent fermement à la relation, ils font tout ce qui est en leur pouvoir pour la tenir à distance et l'envoient à Miami pour une saison durant laquelle Brenda tombe amoureuse de Braulio et entretient une relation coupable avec celui qui est toujours amoureux. d'Olivia. Sur le chemin du retour, il découvre ce qui s’est passé et brise son amitié avec Brenda, devenant encore plus ambitieuse, vindicative et plein de ressentiment. Déterminé à épouser Braulio qui peu de temps après l'emprisonnement de mariage qui apporte plus d'un problème. Termine repenti et paye une peine de trois à quatre ans par testaferrato.
- Lincoln Palomeque : Giovanni Rosales

Basse-bourgeoisie, Giovanni est un chauffeur de taxi qui aime Violeta Manrique, qu’il conquiert par son humilité, sa simplicité et sa joie. Avec un pied dans le monde du trafic de drogue, la malchance finit par ruiner la relation avec Violeta qui aimera jusqu'au bout. Cherchant sa protection, celle de sa famille et la sienne, il s’éloigne des trafiquants de drogue et est en contact avec les autorités américaines, suscitant plus d’un problème. Lorsque Violeta le menace de mort, lui et sa famille s'installent à Bogota à la recherche d'une nouvelle vie et aspirant à une vie meilleure, dans une relation de va-et-vient avec Violeta. Elle finit par travailler dans son taxi comme au début, mais sans "joie de vivre" en raison de sa mort aux mains des narcos.
- Diego Vásquez : Norman Alberto Zarama

Le méchant principal de la série. Meilleur ami et partenaire de Braulio. Marié et avec un fils, il est un homme ambitieux, machiste et sans scrupules. Initialement, il est loyal envers son patron et est prêt à tuer et à passer outre tout fidèle. Womanizer et désireux d'obtenir n'importe quelle femme qui aime, abuseur et violeur. Une fois emprisonné, Braulio est déterminé à devenir le nouveau patron, trahissant de la pire façon qu'il considérait comme son ami. Il est tué dans une fusillade contre un raid des autorités américaines.
- Julián Román : Erick González

Surnommé par beaucoup « El lavaperros de Norman », il en est le bras droit. Il sert également Braulio, mais il est plus fidèle au premier qu'au second, exécutant toutes les sales commandes des deux. Assassin et agresseur, est un homme violent qui tombe amoureux de Pamela au début, obsédé par elle. Il finit par gérer Renata à sa guise, le forçant à faire de la drogue. Sang et cœur froid, est tué par Nicanor comme troc pour rechercher la paix entre des affiches
- Julián Caicedo : « Uña »

Frère cadet de « Mugre ». Appelé par tous les « Carmenzos » avec son frère, il est l'un des gardes du corps de Braulio. De bon coeur avec les amis proches de Braulio comme Guadalupe et Brenda, dans un hitman fidèle jusqu’à la fin du motif. Chargé de plus de sale boulot que son frère aîné.
- Jairo Ordóñez : "Grime"

Grand frère de « Uña ». Appelé par tous les « Carmenzos » avec son frère, il est l'un des gardes du corps de Braulio. De bon coeur avec les amis proches de Braulio comme Guadalupe et Brenda, dans un hitman fidèle jusqu’à la fin du motif. Il est responsable du travail plus technique pour Braulio comme la recherche des criques. Joyeux, heureux avec les drogues, les boissons et les prostituées, ils s'avèrent être plus que des gardes du corps, amis de Braulio. Personne ne soutient Olivia et ils aiment Brenda. Avec elle, ils sont les seuls à rester fidèles à Braulio jusqu'à la fin et à refuser de travailler pour Norman. On ignore que c'était à eux une fois leur employeur extradé.

### Personnages secondaires
- Aura Helena Prada : Carina de Manrique

Mère dévouée de Violeta et épouse fidèle de Gregorio. Considérée comme "une femme entière" par tous ceux qui la connaissent, elle est sage, gentille, éduquée et aime sa famille sans condition. Après la mort de son mari, elle commence à travailler avec sa sœur et sa fille à Bogotá. On dit qu'il s'est retrouvé avec des problèmes mentaux après le décès de sa fille.
- Juan Pablo Franco : Leonel Giraldo

Surnommé "Leoncito" par Renata. Le petit ami beaucoup plus âgé de Renata, qu’il adore, a initialement un bon cœur. Il devient le comptable de Braulio et se révèle être un mari macho qui maintient Renata dans une relation abusive et discrète. En raison de sa relation avec les prostituées, il finit par menacer de mort Renata et il s'implique de plus en plus dans le monde des narcos jusqu'à ce qu'il devienne un homme très fort possédant un bordel. Il est tué par Norman et Erick après avoir découvert qu'il volait Braulio.
- Orlando Valenzuela : Gregorio Manrique

Père de Violet, partenaire de Braulio bien qu'il se présente comme un cordonnier ordinaire. Gregorio est un bon père de famille et ferait n'importe quoi pour Violeta. Il ne veut pas que sa fille s'implique dans son monde, mais il ne peut pas l'éviter. Assassiné par ordre de Norman qui croyait que Gregorio avait trahi le cartel.
- Mauricio Vélez : Asdrúbal López

"Le Bouddha", partenaire de Braulio, un coureur de jupons, un homme sûr de lui-même, ivre et grotesque. Trompé par sa femme, il l'assassine ainsi que son amant. Il est impliqué dans une relation avec Pamela sans savoir qu'elle le fait par intérêt et par protection. Il finit dans une prison américaine après avoir négocié sa reddition, après avoir attrapé le cousin qui l'a aidé et tenté de s'emparer de la tentative de capture de Pamela avec la police, mais ils ne l'ont pas attrapé à cette occasion en fuyant dans deux fourgons et en distrayant le police Puis il arrive à la cellule continue du père de Pamela et dit: "Il vaut toujours mieux être emprisonné que mort . "
- Alex Gil : Sultán

L'ami d'Erick et son partenaire avec lui et Norman. Sicario résidant aux États-Unis. Tué par Claudio dans un acte de jalousie.
- Félix Antequera : Nicanor Pedraza

L'autre "patron" du cartel rival, Braulio. Calculateur et moins ostentatoire que Braulio, il tente d'établir une relation de paix pour plus de commodité avec ses rivaux. Elle s’engage amoureusement avec Lucrecia, qui explose dans une guerre au cours de laquelle elle perdra de nombreux amis proches. Il se retrouve piégé par la DEA et emprisonné.
- Julián Arango : Claudio Pedraza

D'origine colombienne, mais résidant au Mexique tout au long de sa vie, il est le neveu de Nicanor. Il devient amoureux de Pamela. En tuant, "Sultán" est abattu par Norman et Erick devant Pamela.
- Walter Luengas : Marlon

Sicario de Nicanor s’engage avec Renata en échange de sa protection contre Leonel. Il lui ordonne de prendre de l'argent au Mexique et la force à être avec lui. Tué par Norman dans une opération visant à tuer Brenda.
- Alejandro López : Alejo

Meilleur ami de Nicanor, beau, élégant et séduisant. Il s'engage avec Pamela et tombe amoureux d'elle. Quand elle découvre qu'il est marié, elle lui fait une scène de jalousie à laquelle il ne pardonne pas. Tué par Erick devant Pamela sachant qu'elle l'avait cherché pour s'échapper d'Erick lui-même.
- Andrea Guzmán : Noelia de Zarama

Épouse de Norman, mère de Normancito. Norman la garde enfermée à cause de sa nature machiste. Très belle et aime s'amuser, ce qu'elle fait avec sa meilleure amie Lucrecia. Abnegada, mais jalouse et explosive. Bien qu'elle lui dicte souvent ce qu'elle a fait à son mari et le lui reproche, elle pardonne à Norman un cas de viol et une femme vit avec eux parce qu'elle attend un enfant de son mari. Elle finit par s'enfuir avec son fils quand elle ne tolère pas le mode de vie auquel son mari se soumet. On ne sait plus rien d'elle.
- Jorge Herrera : Israël

Elder, voisin de Renata. En échange de relations sexuelles, il offre une faux qui aidera le père âgé de cela. Elle se repent à la fin et il la viole. Comme la machine est défectueuse, Renata le cherche et veut recommencer à avoir des relations sexuelles. Elle prévoit de lui faire peur avec une arme à feu en compagnie de Brenda pour la laisser seule. Tué par Braulio pour protéger Renata.
- Jéssica Sanjuán : Guadalupe Bermúdez Rivas

Fille de Braulio et Lucrecia. À la mode, fine et raffinée. Il vit au milieu des combats de ses parents et tente d'être plus sensé qu'eux. Enamoradiza et joyeux. Après le meurtre de son petit ami Marcos et son voyage aux États-Unis, elle tombe amoureuse de son fils et devient le petit ami de Brenda, puis son ex-petit ami, Nicolás. Il est affecté par la guerre entre les affiches enlevées par Norman et doit donc fuir le pays sans rien entre ses mains. Il est mentionné qu'il s'est marié.
- Fabián Mendoza : Marcos

Le petit ami de Guadalupe, à la fois gagnant et ambitieux. Il veut profiter des avantages de sa petite amie contre le regard de haine de Braulio qui l'a toujours détesté. Lorsqu'il réalise que Marcos non seulement maltraite, mais vole Guadalupe et envisage de fuir, il l'assassine.
- Andrés Sandoval : Nicolás

Patron et petit ami de Brenda. Plus tard petit ami de Guadalupe. Noble et travailleur, il n'apprécie guère que Brenda soit une telle amie de Braulio. Il la trompe avec Guadalupe quand Brenda le trompe avec Braulio. Elle entretient une relation avec Guadalupe jusqu'à ce qu'elle quitte le pays et nous ne savons pas ce qui lui est arrivé.
- Alberto Valdiri : Horacio Rojas El Piloto

Le père de Pamela, pilote commercial et allié de Braulio, a emmené le médicament aux États-Unis. Il a habitué sa femme et sa fille à une vie de luxe. Une vie qui leur a été extradée une fois, il leur est difficile de se maintenir. Malgré les menaces et les promesses d'avantages, il ne divulgue pas d'informations sur l'entente aux autorités.
- Marcela Valencia : Ximena de Rojas

La mère de Pamela, une femme élégante habituée à bien vivre. Ensemble avec son mari, ils ont caché ses affaires à Pamela jusqu'à son emprisonnement. Il ne voit pas de ses yeux que sa fille est impliquée dans des trafiquants de drogue qui se prostituent pour elle. Toujours convaincue que, en travaillant, elle réussit à réaliser ses économies, jusqu'à ce que le manque d'argent la conduise à vendre des produits cosmétiques. Erick la tue lorsqu'elle découvre que Pamela collabore avec la police.
- Gilberto Ramírez : Eulcides Gomez

Père de Renata, vieil homme, paysan déçu des problèmes auxquels sa fille est confrontée.
- Adriana Osorio : Aurora de Gomez

Mère de Renata, femme noble et travailleuse. Ensemble avec son mari, ils souffrent pour leur fille. Erick les a déplacés à cause de Renata, mais ils ont retrouvé leur maison après son assassinat.
- Antonio Puentes : Rómulo Rengifo

Père d’Olivia, il déteste Braulio Bermúdez et refuse d’avoir une relation avec sa fille. Il fait de son mieux pour l'éloigner de lui sans succès. Le propriétaire d'une entreprise pour les animaux veut que sa fille étudie et l'aide. Malgré tout, elle essaie par tous les moyens sans rien réaliser de ne pas épouser Braulio et de ne pas aller en prison avec un leader.
- Guido Molina : Duber

Ouvrier de Norman et ami de Giovanni. Il était l'escorte et il faisait des commissions pour Norman, au moment même où il donnait une petite commission à Giovanni pour avoir porté de simples accusations liées à la drogue. Il est tué par accident par le même Giovanni alors qu’ils passaient la nuit dans un poste de police, c’est donc à lui de prendre sa place au sein de l’organisation.
- Lina Valbuena : Belén Rosales

La sœur cadette et confidente de Giovanni, ainsi que sa mère, sont l'adoration de son frère. Il est intelligent, simple et sa seule ambition est d'aller de l'avant en sachant que son frère a des difficultés après la mort de son père. C'est une amie et une camarade de classe d'Olivia, Pamela, Violeta et Renata, ainsi que l'amie de Brenda, mais elle ne s'implique jamais dans le monde du trafic de drogue et déteste ce que son frère fait. Pour cette raison, pour aider sa mère financièrement et avec son petit ami Toby, ils quittent l'université et ouvrent un magasin de vêtements pour femmes homonyme qui a beaucoup de succès à El Carmen, menant une relation saine et dépourvue de problèmes et se mariant bientôt.
- María Claudia Torres : Melissa

Prostituée d'expérience, amie et amoureuse de Leonel, mari de Renata. On ne sait pas comment ils se sont rencontrés, mais ils ont une relation d'amoureux alors qu'ils sont mariés. Elle est amoureuse de Leonel et de lui avec elle, mais elle ne souhaite pas se retirer des affaires, ce qui les conduit à être partenaires. Tué par un homme engagé par Renata. Lorsque Leonel le découvre, il essaie d'assassiner Renata à tout prix.
- Victoria Hernández : Flor de Navarrete

Mère et confidente de Brenda, elle aime sa fille avant tout et prend soin de elle. Elle sait que son mari l'a trompée avec beaucoup de femmes mais elle reste à ses côtés. Elle est compréhensive, gentille, bonne et sait tout ce qui est arrivé à sa fille et à Braulio.

## Prix et récompenses

### Premios TVynovelas
| Année | Catégorie                                                    | Nomination              | Résultat |
| 2010  | Meilleur protagoniste masculin de telenovela ou de série     | Fernando Solórzano      | Nommé    |
| 2010  | Meilleur Villain Favori                                      | Diego Vásquez           | Nommé    |
| 2010  | Meilleure Actrice dans un second rôle de telenovela ou série | Andrea Guzmán           | Nommé    |
| 2010  | Meilleur acteur dans une telenovela ou une série             | Lincoln Palomeque       | Nommé    |
| 2010  | Série préférée                                               | Les poupées de la mafia | Nommé    |
| 2010  | Meilleur réalisateur préféré de telenovela ou de série       | Les poupées de la mafia | Nommé    |
| 2010  | Meilleur feuilleton telenovela ou feuilleton préféré         | Les poupées de la mafia | Nommé    |
| 2010  | Meilleure révélation de l'année                              | Angelica Blandon        | Nommé    |

### Premios India Catalina
| Année | Catégorie                                                | Nomination              | Résultat |
| 2010  | Meilleur roman et série Soundtrack                       | Les poupées de la mafia | Nommé    |
| 2010  | Meilleure édition ou série originale                     | Les poupées de la mafia | Nommé    |
| 2010  | Meilleur art et photographie de roman et de série        | Les poupées de la mafia | Nommé    |
| 2010  | Meilleure révélation de l'année                          | Angelica Blandon        | Nommé    |
| 2010  | Meilleure actrice / acteur dans une telenovela ou série  | Julián Román            | Nommé    |
| 2010  | Meilleure série, minisérie                               | Les poupées de la mafia | Nommé    |
| 2010  | Meilleure actrice principale dans une série ou minisérie | Angelica Blandon        | Nommé    |
| 2010  | Meilleur acteur principal dans une série ou minisérie    | Fernando Solórzano      | Nommé    |
| 2010  | Meilleure série originale ou livret de la mini-série     | Les poupées de la mafia | Nommé    |
| 2010  | Meilleur réalisateur ou minisérie                        | Les poupées de la mafia | Nommé    |